# Sistema cristalino tetragonal
O sistema cristalino tetragonal caracteriza-se por possuir três eixos mutuamente perpendiculares, do quais o dois horizontais são de mesmo comprimento e o vertical (eixo c) de comprimento diferente. Há um eixo quaternário de rotação e 68 grupos espaciais (o maior número possível em qualquer sistema). Todos os cristais deste sistema têm a característica de possuírem, para além de um eixo quaternário de simetria, três eixos cristalográficos perpendiculares entre si, sendo os dois horizontais de igual comprimento e o vertical de comprimento diferente. Pertencem a esse sistema os cristais, por exemplo, de zircão, rutilo, idocrásio e cassiterita.